# Су-Валли (тауншип, Миннесота)
Су-Валли (англ. Sioux Valley) — тауншип в округе Джексон, Миннесота, США. На 2000 год его население составило 270 человек.

## География
По данным Бюро переписи населения США площадь тауншипа составляет 93,8 км², из которых 92,4 км² занимает суша, а 1,3 км² — вода (1,41 %).

## Демография
По данным переписи населения 2000 года здесь находились 270 человек, 95 домохозяйств и 81 семья.  Плотность населения —  2,9 чел./км².  На территории тауншипа расположено 104 постройки со средней плотностью 1,1 построек на один квадратный километр. Расовый состав населения: 98,15 % белых, 0,74 % коренных американцев, 0,37 % азиатов и 0,74 % приходится на две или более других рас. Испанцы или латиноамериканцы любой расы составляли 1,11 % от популяции тауншипа.
Из 95 домохозяйств в 40,0 % воспитывались дети до 18 лет, в 81,1 % проживали супружеские пары, в 2,1 % проживали незамужние женщины и в 14,7 % домохозяйств проживали несемейные люди. 13,7 % домохозяйств состояли из одного человека, при том 7,4 % из — одиноких пожилых людей старше 65 лет. Средний размер домохозяйства — 2,84, а семьи — 3,12 человека.
30,7 % населения — младше 18 лет, 4,4 % — в возрасте от 18 до 24 лет, 27,4 % — от 25 до 44, 24,8 % — от 45 до 64, и 12,6 % — старше 65 лет. Средний возраст — 39 лет. На каждые 100 женщин приходилось 95,7 мужчин.  На каждые 100 женщин старше 18 приходилось 105,5 мужчин.
Средний годовой доход домохозяйства составлял 50 313 долларов, а средний годовой доход семьи —  51 094 доллара. Средний доход мужчин —  29 125  долларов, в то время как у женщин — 21 786. Доход на душу населения составил 16 462 доллара. За чертой бедности находились 12,6 % семей и 15,5 % всего населения тауншипа, из которых 21,6 % младше 18 лет.